# 库尔提斯重排反应
柯提斯重排反应（Curtius重排反应）是一个重排反应，首先由西奥多·柯提斯（Theodor Curtius）发现，反应中酰基叠氮重排生成异氰酸酯。
关于此反应的综述参见：。
产物可与一系列亲核试剂反应：与水作用水解得到胺；与苯甲醇反应生成带有苄氧羰基保护基（Cbz）的胺类；与叔丁醇作用生成带有叔丁氧羰基保护基（Boc）的胺类，用作有机合成中的重要中间体。
羧酸1可通过与叠氮磷酸二苯酯2反应被转化为酰基叠氮3。

## 反应机理
反应中，酰基叠氮失去氮气生成酰基乃春（氮烯）2，然后烃基迅速迁移，生成产物异氰酸酯3：

## 延伸
在Curtius重排反应的基础上，Darapasky递降反应（A. Darapsky, 1936）以α-氰基酯为原料，通过重排反应生成氨基酸。